# Le tombeau de Beethoven
Le tombeau de Beethoven is een compositie van Jukka Tiensuu.
Tiensuu schreef het werk ter nagedachtenis van Ludwig van Beethoven. Hij schreef het werk voor een kamerensemble bestaande uit hobo of klarinet, cello, piano en tape of samplemachine. Het werk ging op 23 september 1980 in Helsinki in première met de componist achter de piano. 
De componist liet geen enkel spoor na over de betekenis van zijn composities, de luisteraar moest het zelf uitzoeken. Voor dit werk is toch door middel van de titel een tip van de sluier opgelicht. Een "tombeau" (letterlijk betekenis is gedenksteen) wordt geschreven ter nagedachtenis aan iemand. In hetzelfde genre zijn bijvoorbeeld bekend Tombeau de Debussy, geschreven door diverse componisten en Le tombeau de Couperin van Maurice Ravel.  In Le tombeau de Beethoven samplet Tiensuu werken van die componist. De collage bevat bijvoorbeeld het coda uit Beethovens vijfde symfonie, maar dan bewerkt voor cello solo. 